# Juan Oliveira

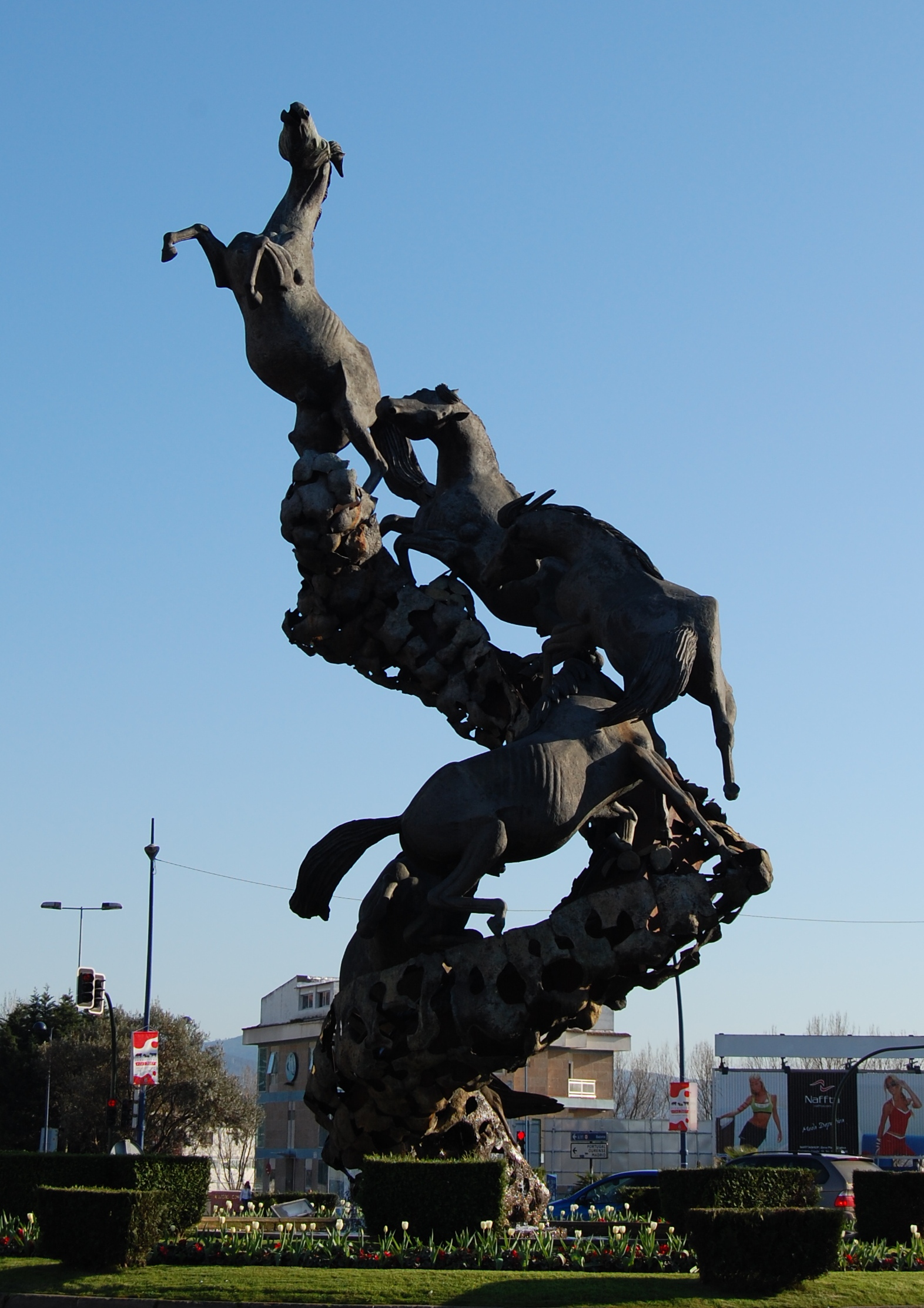
Plaza de España, Vigo.

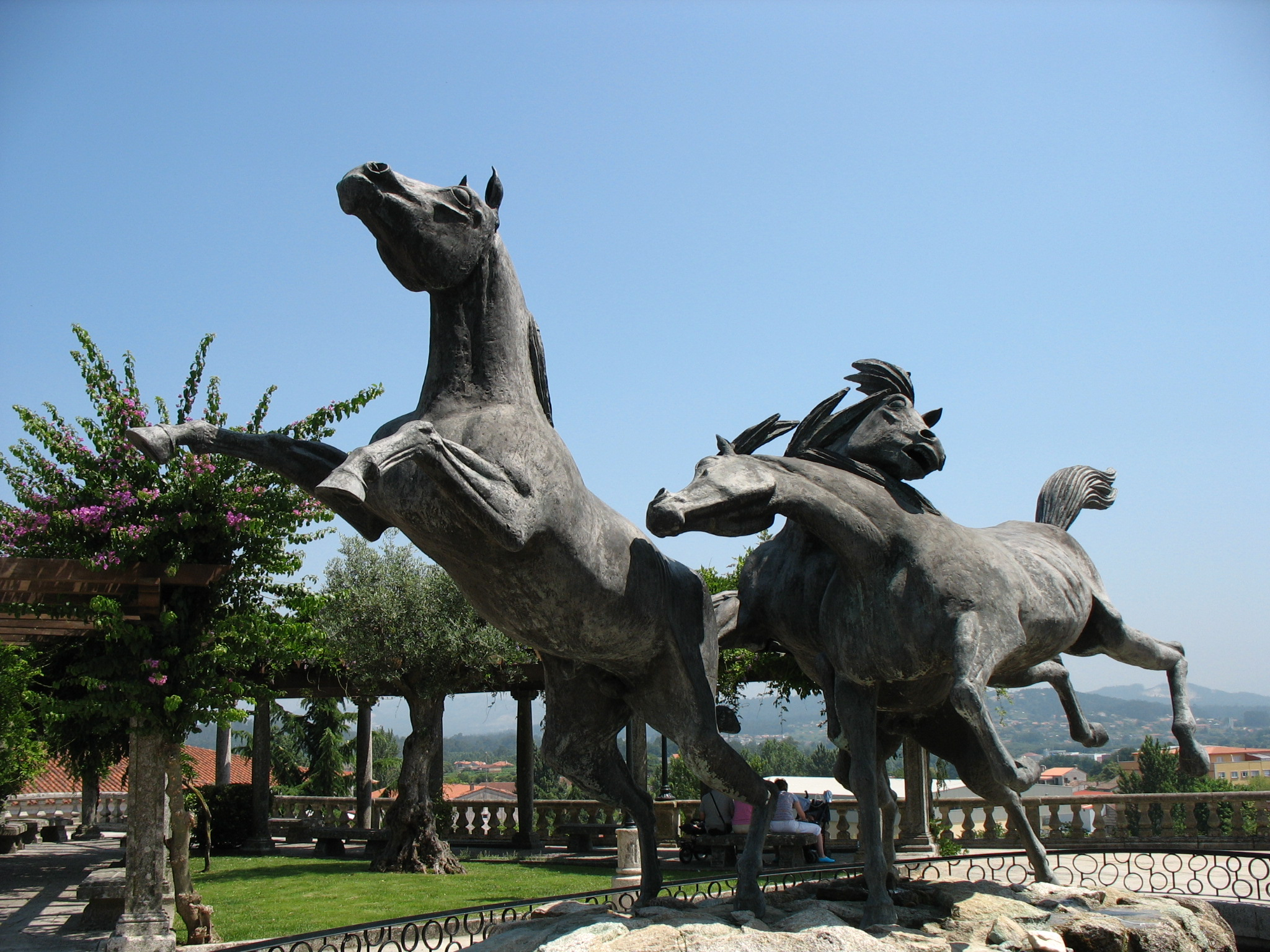
Monumento de los caballos salvajes en Tui, en la "Glorieta de Vigo".

Juan José de Oliveira Viéitez (Tuy, España, 22 de octubre de 1928 - Vigo, España, 16 de abril de 2002) fue un escultor especializado en figuras monumentales de caballos y toros.

## Biografía
Aunque no descubrió su talento hasta los 40 años de edad, su obra se encuentra hoy en varias ciudades gallegas así como en otros lugares de España como Madrid, Guadalajara o Menorca. 
En Vigo se encuentran sus obras más reconocidas como el Monumento a los caballos de la plaza de España o el Monumento a Europa junto a la Playa de Samil.
Fue padre de la filósofa feminista Mercedes Oliveira.